# Götterdämmerung
Götterdämmerung (WWV: 86D) ist der Titel des vierten Teils von Richard Wagners Tetralogie Der Ring des Nibelungen, die er als „Bühnenfestspiel für drei Tage und einen Vorabend“ bezeichnete. Den „Vorabend“ bildet das pausenlose Werk Das Rheingold, die anderen beiden „Tage“ sind Die Walküre und Siegfried. Die Uraufführung fand am 17. August 1876 im Rahmen der Richard-Wagner-Festspiele im Bayreuther Festspielhaus statt. Titel und Teile der Handlung greifen die nordische Sage Ragnarök auf.

## Handlung

### Vorspiel
Nacht – am Walkürenfelsen lagern die drei Nornen. Die erste, älteste Norn knüpft das Schicksalsseil an eine Tanne und erinnert an Zeiten, die vor der Handlung der Tetralogie liegen. Einst flocht sie das Seil an die Weltesche, unter der eine Quelle entsprang. Aber „ein kühner Gott trat zum Trunk an den Quell; seiner Augen eines zahlt’ er als ewigen Zoll.“ (Vgl. jedoch Das Rheingold, 2. Szene, Wotan zu Fricka: „Um dich zum Weib zu gewinnen, mein eines Auge setzt’ ich werbend daran;“). Darauf brach Wotan einen Ast von der Esche, aus dem er seinen Speer formte. Die Esche erkrankte an der Wunde, die der abgebrochene Ast hinterließ, und verdorrte. Die zweite Norn empfängt das Seil und erzählt von Wotans Schicksalen, wie sie sich während der Handlung der Tetralogie bis jetzt ereignet haben. Sie wirft das Seil der dritten, jüngsten Norn zu. Diese weiß, „wie das wird“. Sie erschaut das Ende der Götter im brennenden Walhall. Doch die Visionen der Nornen verwirren sich: „Aus Not und Neid ragt mir des Niblungen Ring: ein rächender Fluch nagt meiner Fäden Geflecht.“ Das Seil reißt: „Zu End’ ewiges Wissen! Der Welt melden Weise nichts mehr.“ Die Nornen verschwinden.
Heller Tag – Brünnhilde und Siegfried treten aus dem Steingemach und besingen enthusiastisch ihre Liebe. Doch Siegfried zieht es hinaus „zu neuen Taten“. Er reicht Brünnhilde als Pfand seiner Liebe zum Abschied den von Fafner erbeuteten Ring. Sie überlässt ihm das Pferd Grane.

### Erster Aufzug
Die Halle der Gibichungen am Rhein. Dort sitzen Gunther und seine Schwester Gutrune, die reinblütigen Gibichungen, mit ihrem Halbbruder Hagen. Diesen hatte Alberich mit Grimhild, der Gibichungen Mutter, gezeugt (Vgl. Die Walküre, II. Akt, Wotan zu Brünnhilde: „Vom Niblung jüngst vernahm ich die Mär, dass ein Weib der Zwerg bewältigt, des Gunst Gold ihm erzwang: des Hasses Frucht hegt eine Frau, des Neides Kraft kreisst ihr im Schoss […]“). Das Geschwisterpaar erkennt den verschlagenen Hagen neidlos als Ratgeber an. Listig hält er ihnen vor, noch unvermählt zu sein, und fädelt einen geschickten Plan ein: Für Gunther weiß er ein „Weib“, „das herrlichste der Welt“ – Brünnhilde –, das indes nur Siegfried vom feuerumloderten Berg holen kann. Dieser aber werde Gunthers Bitte erfüllen, um dafür Gutrune als Ehefrau zu gewinnen. Gutrune mag nicht glauben, dass der „herrlichste Held der Welt“ sie begehren könne. Doch Hagen erinnert an einen Trank: Genösse Siegfried den, vergäße er, „daß je ein Weib ihm genaht“. Die Geschwister stimmen diesem Plan begeistert zu, ohne zu bedenken, welches Weib Siegfried vergäße. In Wahrheit freilich geht es Hagen ausschließlich um den Ring.
Auf seiner Rheinfahrt legt Siegfried bei der Gibichungenhalle an. Gutrune reicht ihm den von Hagen präparierten Begrüßungstrunk. Kaum hat er diesen „in einem langen Zuge“ geleert, hat er Brünnhilde vergessen. Er entbrennt in wilder Leidenschaft für Gutrune und ist sogleich bereit, für Gunther die gewünschte Braut – Brünnhilde – zu holen, wenn er dadurch „Gutrun zum Weib“ gewinnt. Er schließt mit Gunther Blutsbrüderschaft und drängt: „Frisch auf die Fahrt!“, denn, so erklärt er seinem Blutsbruder: „Um die Rückkehr ist’s mir jach!“. Gunther und Siegfried besteigen das Schiff. Hagen bleibt zurück und bewacht die Halle. Im Selbstgespräch höhnt er ihnen nach: „Ihr freien Söhne, frohe Gesellen, segelt nur lustig dahin! Dünkt er euch niedrig, ihr dient ihm doch, des Niblungen Sohn.“

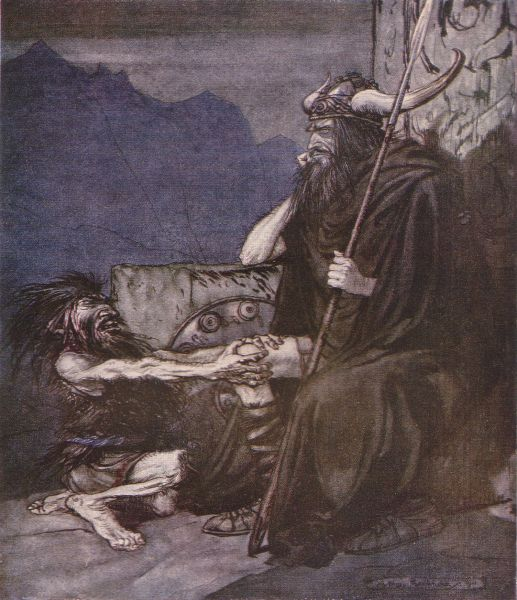
Alberich und Hagen: ein Bild von Arthur Rackham

Die dritte Szene spielt wieder auf dem Walkürenfelsen. Brünnhilde sitzt vor dem Steingemach, „Siegfrieds Ring betrachtend.“ Da hört sie „Altgewohntes Geräusch“. Waltraute, eine der Walküren, sucht sie auf. Sie berichtet, Wotan habe, nachdem er mit „seines Speeres Splitter“ heimgekehrt sei, „Walhall’s Edle[n]“ den Befehl gegeben, „die Weltesche zu fällen. Des Stammes Scheite hieß er sie schichten […] rings um der Seligen Saal.“ Dort sitze er schweigend inmitten der Helden und warte auf die Rückkehr seiner beiden Raben, „kehrten die einst mit guter Kunde zurück, dann noch einmal […] lächelte ewig der Gott.“ Jüngst habe sie, Waltraute, ein murmelndes Selbstgespräch des Gottes belauscht: Erlöst wäre die Welt, gäbe Brünnhilde ihren Ring den Rheintöchtern zurück. Da habe sie heimlich Walhall verlassen und sei zum Walkürenfelsen geflogen. Sie beschwört eindringlich Brünnhilde, sich vom Ring zu trennen, doch diese weist das entrüstet zurück: Der Ring sei Siegfrieds Liebespfand. Nie will sie von ihm lassen, „stürzt auch in Trümmern Walhall’s strahlende Pracht!“ „Schwinge dich fort!“, ruft sie der scheidenden Waltraute nach.
Es ist Abend geworden, der Feuerschein lodert plötzlich heller auf. Brünnhilde glaubt, Siegfried kehre zurück. Doch sie erblickt einen Fremden: Es ist der mittels des Tarnhelms in Gunthers Gestalt verwandelte Siegfried. Er fordert sie mit verstellter Stimme auf, ihm willig zu folgen, weil er sie „nun zum Weib“ werben will. Entsetzt streckt sie ihm drohend den Finger mit dem Ring entgegen: „Zur Schande zwingst du mich nicht, so lang’ der Ring mich beschützt.“ Doch der Schutz versagt, der vermeintlich Fremde dringt auf sie ein, entreißt ihr den Ring und „treibt sie mit einer gebietenden Gebärde“ in das Felsengemach. Aus Treue zu seinem Blutsbruder Gunther legt er während der Nacht sein Schwert Notung zwischen sich und Brünnhilde.

### Zweiter Aufzug
Vor der Gibichungenhalle – Nacht – Hagen schläft, an eine Säule gelehnt, vor ihm kauert Alberich. Er schwört seinen Sohn eindringlich auf das gemeinsame Begehren ein: Fafner sei tot, Wotan nicht mehr zu fürchten, Siegfried ahne nichts von der Kraft des Ringes, den er besitzt. Jetzt sei man nahe am Ziel. Schlaftrunken antwortet Hagen: „Den Ring soll ich haben […] Mir selbst schwör’ ich’s; schweige die Sorge!“ Mit anbrechender Morgendämmerung verschwindet Alberich. Unvermittelt steht Siegfried neben Hagen. Der Tarnhelm hat ihn in einem Atemzug vom Walkürenfelsen an den Rhein versetzt. Er berichtet vom Erfolg der Fahrt und fordert Hagen und Gutrune auf: „drum rüstet jetzt den Empfang!“ Gutrunes Sorge, wie er die Nacht neben Brünnhildes Lager verbracht habe, zerstreut er: (auf sein Schwert deutend) „Zwischen Ost und West der Nord: so nah’ – war Brünnhild’ ihm fern.“ Hagen ruft nun die Gibichsmannen zusammen. Er berichtet von Gunthers bevorstehender Hochzeit und befiehlt, Tieropfer für die Götter zu schlachten, die Trinkhörner zu füllen und rüstig zu zechen: „Alles den Göttern zu Ehren, daß gute Ehe sie geben!“ Der Kahn mit Gunther und Brünnhilde trifft ein. Feierlich schreitet er mit ihr, „welche bleich und gesenkten Blickes ihm folgt,“ an Land. Erst als Gunther das andere Brautpaar ankündigt: Gutrune und Siegfried, blickt sie erschrocken auf: „Siegfried – kennt mich nicht?“ Sie mag es nicht fassen. Erst recht nicht, als sie an Siegfrieds Hand den ihr vermeintlich von Gunther entrissenen Ring entdeckt. Sie schreit ob des Betrugs und Verrats furchtbar auf. Auf Siegfried deutend, rast sie: „dem Manne dort bin ich vermählt.“ Siegfried weist dies zurück und beruft sich auf sein Schwert: „mich trennte seine Schärfe von diesem traur’gen Weib.“ Brünnhilde dagegen bezieht sich auf ihre erste Begegnung mit Siegfried – von der er wegen des Trankes nichts mehr weiß – und bezichtigt ihn der Lüge: Notungs Schärfe sei ihr bekannt, doch kenne sie „auch die Scheide, darin so wonnig ruht’ an der Wand Notung, der treue Freund“. Die Umstehenden sind ratlos, sie fordern Siegfried auf: „Schweige die Klage! Schwöre den Eid!“ Er schwört bei der Spitze von Hagens Speer, wahr gesprochen zu haben, Brünnhilde beschwört, Siegfried habe jetzt einen Meineid geschworen. Siegfried tut dies als „Weibergekeif“ ab. Er meint zu Gunther: „Frauengroll friedet sich bald: daß ich dir es gewann, dankt dir gewiß noch das Weib.“ Mit Gutrune, den Mannen und Frauen zieht er in die Halle zum Hochzeitsmahl ein. Nur Gunther, Brünnhilde und Hagen bleiben zurück. Hagen bietet sich der Fassungslosen als Rächer an. Sie weist dies als aussichtslos zurück. Durch ihren Zaubersegen sei Siegfried unverwundbar. Aber „nie reicht’ er fliehend [dem Feind] den Rücken: an ihm drum spart’ ich den Segen.“ „Und dort trifft ihn mein Speer!“, erwidert Hagen. Noch zögert Gunther wegen seiner Schwester: „Straften den Gatten wir so, wie bestünden wir vor ihr?“ Doch Hagen weiß Rat: „Muß sein Tod sie betrüben, verhehlt sei ihr die Tat. Auf munt’res Jagen ziehen wir morgen: der Edle braust uns voran: ein Eber bracht’ ihn da um.“ Siegfrieds Tod ist beschlossen.

### Dritter Aufzug
Wildes Wald- und Felsental am Rhein – Hier trifft Siegfried, der sich auf der Jagd verirrt hat, auf die Rheintöchter, die im Sonnenlicht emportauchen. Sie bitten ihn um seinen Ring. Da er die Gabe verweigert, warnen sie ihn vor dem auf dem Ring lastenden Fluch. Dem werde er, prophezeien sie, wie einst Fafner, und zwar noch heute, zum Opfer fallen. Doch Siegfried glaubt, „Weiberart“ zu kennen: „wer nicht ihrem Schmeicheln traut, den schrecken sie mit Drohen“. Während die Rheintöchter entschwinden, um Brünnhilde aufzusuchen, trifft die Jagdgesellschaft ein. Von Hagen geschickt gelockt, erzählt Siegfried dem schwermütig bedrückten Gunther „Mären aus [s]einen jungen Tagen.“ Schon hat Siegfried geschildert, wie ihn das Waldvöglein vor Mime gewarnt hatte, da füllt Hagen ein Trinkhorn und träufelt „den Saft eines Krautes“ hinein, der die Wirkung des Vergessenstrankes (I. Aufzug) aufhebt. Siegfried berichtet verzückt, wie er „die Lohe durchschritt“ und mit einem Kuss in „der schönen Brünnhilde Arm“ lag. „Was hör’ ich!“ ruft Gunther „in höchstem Schrecken aufspringend“. Er begreift jetzt die ganze Wahrheit. Zwei Raben (vgl. oben Waltrautenszene) fliegen auf. Hagen, auf Siegfrieds Fähigkeit anspielend, Vögel zu verstehen, höhnt: „Errätst du auch dieser Raben Geraun’? Rache rieten sie mir!“, und „stößt seinen Speer in Siegfrieds Rücken“. Der Sterbende erschaut in einer Vision, wie er ein letztes Mal Brünnhilde erweckt.

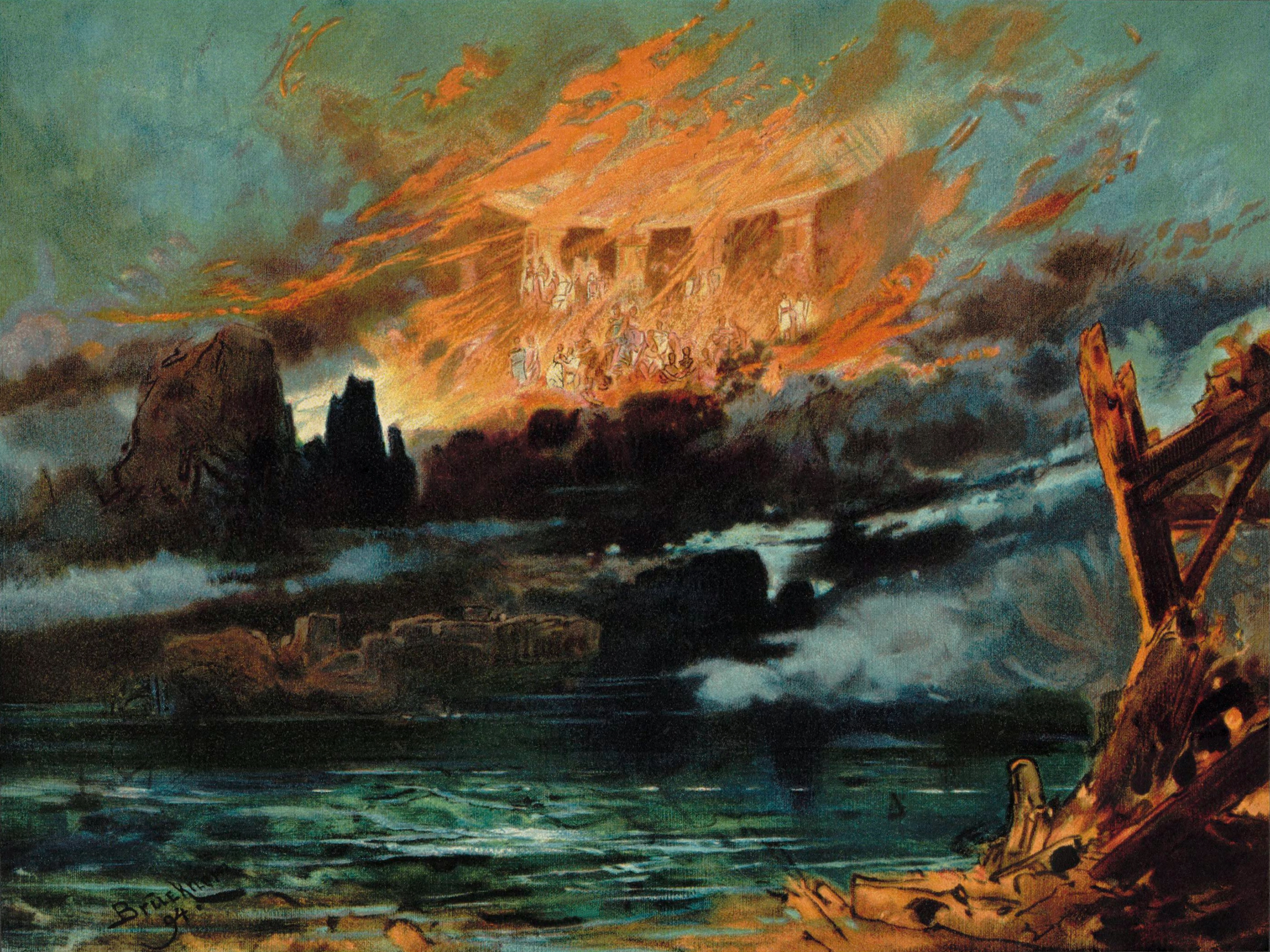
Bühnenbild des Theatermalers Max Brückner aus dem Jahr 1894, das brennende Walhall zeigend.

Während der folgenden Trauermusik verwandelt sich die Bühne wieder in die Gibichungenhalle. Die von Albträumen gequälte Gutrune irrt durch die Nacht. Sie glaubt, sie habe Brünnhilde gesehen, wie sie zum Ufer des Rheines schritt. Der tote Siegfried wird gebracht. Hagen brüstet sich trotzig mit dem Mord, weil der Tote „Meineid sprach“. Er macht „Heiliges Beuterecht“ geltend und fordert den Ring. Gunther stellt sich ihm in den Weg, doch Hagen erschlägt ihn und „greift nach Siegfrieds Hand; diese hebt sich drohend empor“. Alles schreckt zurück. Jetzt erscheint Brünnhilde und befiehlt, einen Scheiterhaufen am Rande des Rheins zu errichten, in dessen Flammen Siegfried, sie selbst und Grane verbrannt werden sollen. Noch einmal preist sie den Toten. Den Rheintöchtern, die sie am Ufer besucht hat, dankt sie „redlichen Rat“. Sie weiß jetzt alles. Sie zieht den Ring von Siegfrieds Finger. Aus ihrer Asche sollen die Rheintöchter den durch das Feuer vom Fluch Gereinigten an sich nehmen. Dann wirft sie eine Fackel in den Holzstoß, besteigt Grane „und sprengt mit einem Satze in den brennenden Scheiterhaufen“. Als das Feuer am höchsten lodert, tritt der Rhein über die Ufer, der Brand erlischt, die Rheintöchter schwimmen heran. Als Hagen diese erblickt, stürzt er sich mit dem Ruf: „Zurück vom Ring!“ in die Flut. Doch die Rheintöchter ziehen ihn in die Tiefe. In einem hellen Feuerschein am Himmel sieht man das brennende Walhall. „Als die Götter von den Flammen gänzlich verhüllt sind, fällt der Vorhang.“
(Die wörtlichen Zitate sind dem Klavierauszug von Otto Singer, Leipzig, Breitkopf und Härtel, o. J. entnommen.)

## Instrumentation
- Holzblasinstrumente: drei Flöten, eine Piccoloflöte; drei Oboen, ein Englischhorn; drei Klarinetten, eine Bassklarinette; drei Fagotte, eines evtl. durch Kontrafagott ersetzt
- Blechblasinstrumente: acht Hörner, davon vier Wagnertuben; drei Trompeten; eine Basstrompete; drei Posaunen; eine Kontrabassposaune; eine Kontrabasstuba
- Schlagwerk: zwei Paar Pauken; ein Triangel; ein Paar Becken; eine Trommel; ein Glockenspiel
- sechs Harfen
- Streicher: je sechzehn erste und zweite Geigen, zwölf Bratschen, zwölf Violoncelli, acht Kontrabässe
- Bühnenmusik: vier Hörner, drei Stierhörner

## Partitur
Die autographe Partitur befindet sich im Nationalarchiv der Richard-Wagner-Stiftung in Bayreuth, die Partituren der ersten drei Teile der Tetralogie sind seit dem Zweiten Weltkrieg verschollen.

## Aufführungsgeschichte

### Uraufführung
An die Mitwirkenden der Uraufführung erinnert eine Gedenktafel in der Wandelhalle des Bayreuther Festspielhauses. Es waren dies:
- Siegfried: Georg Unger
- Gunther: Eugen Gura
- Hagen: Gustav Siehr
- Alberich: Karl Hill
- Brünnhilde: Amalie Materna
- Gutrune: Mathilde Weckerlin
- Waltraute: Louise Jaide
- Erste Norn: Johanna Jachmann-Wagner
- Zweite Norn: Josephine Scheffzsky
- Dritte Norn: Friederike Grün
- Woglinde: Lilli Lehmann
- Wellgunde: Marie Lehmann
- Floßhilde: Marie Lammert

- Orchesterleitung: Hans Richter
- Szenische Leitung: Karl Brandt
- Dekorationen: Josef Hoffmann
- Kostüme: Emil Döpler
- Choreographie: Richard Fricke

### Spieldauer (am Beispiel der Bayreuther Festspiele)
Bei den Bayreuther Festspielen war es üblich, die Länge der einzelnen Aufzüge zu dokumentieren, jedoch wurden dort nicht alle Jahre erfasst und mitunter auch nicht alle Akte. Die hier genannten Angaben umfassen nur die Jahre und die Dirigenten, für die alle drei Akte dokumentiert wurden. Die Länge der Akte unterschied sich auch beim gleichen Dirigenten von Jahr zu Jahr und Aufführung zu Aufführung. Einfluss auf die Dauer hatten auch die Art der Stimme und das Temperament der Sänger.
| Götterdämmerung | 1. Akt      | 1. Akt        | 2. Akt      | 2. Akt              | 3. Akt      | 3. Akt              | Gesamtdauer | Gesamtdauer         |
| --------------- | ----------- | ------------- | ----------- | ------------------- | ----------- | ------------------- | ----------- | ------------------- |
| Götterdämmerung | Std.        | Dirigent      | Std.        | Dirigent            | Std.        | Dirigent            | Std.        | Dirigent            |
| Kürzeste Dauer  | 1:47        | Otmar Suitner | 0:55        | Horst Stein         | 1:09        | Karl Böhm           | 3:58        | Horst Stein         |
| Längste Dauer   | 2:11        | Franz Beidler | 1:10        | Hans Knappertsbusch | 1:23        | Hans Knappertsbusch | 4:40        | Hans Knappertsbusch |
| Spannweite *    | 0:24 (22 %) | 0:24 (22 %)   | 0:15 (27 %) | 0:15 (27 %)         | 0:14 (20 %) | 0:14 (20 %)         | 0:42 (18 %) | 0:42 (18 %)         |

* Prozente bezogen auf die kürzeste Dauer
| Jahr | Dirigent            | 1. Akt | 2. Akt | 3. Akt | Gesamtdauer |
| ---- | ------------------- | ------ | ------ | ------ | ----------- |
| 1876 | Hans Richter        | 1:57   | 1:04   | 1:18   | 4:19        |
| 1896 | Felix Mottl         | 1:56   | 1:02   | 1:16   | 4:14        |
| 1896 | Siegfried Wagner    | 1:57   | 1:05   | 1:13   | 4:15        |
| 1904 | Franz Beidler       | 2:11   | 1:06   | 1:21   | 4:38        |
| 1909 | Michael Balling     | 1:58   | 1:07   | 1:19   | 4:24        |
| 1927 | Franz von Hoeßlin   | 1:52   | 1:03   | 1:14   | 4:09        |
| 1930 | Karl Elmendorff     | 1:56   | 1:02   | 1:15   | 4:13        |
| 1934 | Heinz Tietjen       | 2:04   | 0:59   | 1:15   | 4:18        |
| 1936 | Wilhelm Furtwängler | 1:53   | 1:03   | 1:18   | 4:14        |
| 1951 | Herbert von Karajan | 1:58   | 1:05   | 1:15   | 4:18        |
| 1951 | Hans Knappertsbusch | 2:07   | 1:10   | 1:23   | 4:40        |
| 1952 | Joseph Keilberth    | 1:52   | 1:04   | 1:16   | 4:12        |
| 1953 | Clemens Krauss      | 1:54   | 1:06   | 1:16   | 4:16        |
| 1960 | Rudolf Kempe        | 1:56   | 1:05   | 1:17   | 4:18        |
| 1964 | Berislav Klobučar   | 1:57   | 1:05   | 1:16   | 4:18        |
| 1965 | Karl Böhm           | 1:50   | 1:00   | 1:09   | 3:59        |
| 1966 | Otmar Suitner       | 1:47   | 1:02   | 1:10   | 3:59        |
| 1968 | Lorin Maazel        | 1:50   | 0:59   | 1:15   | 4:04        |
| 1970 | Horst Stein         | 1:48   | 1:01   | 1:12   | 4:01        |
| 1970 | Horst Stein         | 1:50   | 0:55   | 1:13   | 3:58        |

## Sonstiges
Am 21. November 1874 vollendete Wagner die Partitur der Götterdämmerung. Unter die letzte Seite schrieb er: „Vollendet in Wahnfried, ich sage nichts weiter!! R. W.“, 26 Jahre und drei Monate nachdem er mit dem Werk begonnen hatte. Ursprünglich lautete der Titel: Siegfrieds Tod.
Einzelne Teile des Werkes gehören zum Repertoire von Orchesterkonzerten:
- Das Orchesterzwischenspiel vor dem I. Aufzug als Siegfrieds Rheinfahrt.
- Die Trauermusik des III. Aufzugs als Trauermarsch oder Siegfrieds Trauermarsch (obwohl es sich musikalisch nicht um einen Marsch handelt).
- Der Mannenchor aus dem II. Akt.
- Brünnhildes Schlussgesang (Starke Scheite schichtet mir dort)
- und vereinzelt: Hagens Hier sitz ich zur Wacht (I. Akt).

Friedrich Nietzsche spielt mit dem Titel seines Spätwerks Götzendämmerung parodistisch auf die Götterdämmerung an.

## Aufnahmen (Auswahl)
- 1936: Chor und Orchester der Metropolitan Opera New York, Dirigent: Arthur Bodanzky; Solisten: Marjorie Lawrence, Lauritz Melchior, Friedrich Schorr, Dorothy Manski, Ludwig Hofmann, Eduard Habich u. a. (Archipel)
- 1953: Orchestra Sinfonica e Coro della Radio Italiana, Dirigent: Wilhelm Furtwängler; Solisten: Martha Mödl, Ludwig Suthaus, Alfred Poell, Sena Jurinac, Josef Greindl, Alois Pernerstorfer u. a. (EMI)
- 1953: Chor und Orchester der Bayreuther Festspiele, Dirigent: Clemens Krauss; Solisten: Astrid Varnay, Wolfgang Windgassen, Hermann Uhde, Natalie Hinsch-Gröndahl, Josef Greindl, Gustav Neidlinger u. a. (Gala)
- 1955: Chor und Orchester der Bayerischen Staatsoper, Dirigent: Hans Knappertsbusch; Solisten: Birgit Nilsson, Bernd Aldenhoff, Hermann Uhde, Leonie Rysanek, Gottlob Frick, Otokar Kraus u. a. (Orfeo)
- 1964: Wiener Philharmoniker, Wiener Staatsopernchor, Dirigent: Georg Solti; Solisten: Birgit Nilsson, Wolfgang Windgassen, Dietrich Fischer-Dieskau, Claire Watson, Gottlob Frick, Gustav Neidlinger u. a. (Decca)
- 1966: Chor und Orchester der Bayreuther Festspiele, Dirigent: Karl Böhm; Solisten: Birgit Nilsson, Wolfgang Windgassen, Thomas Stewart, Ludmila Dvořáková, Josef Greindl, Gustav Neidlinger u. a. (Philips)
- 2004: Aufführung des Teatro alla Scala in Mailand. Mit Lance Ryan (Siegfried), Iréne Theorin (Brünnhilde), Mikhail Petrenko (Hagen), Johannes Martin Kränzle (Alberich), Gerd Grochowski (Gunther), Waltraud Meier (Waltraute, 2. Norn), Anna Samuli (Gutrune, 3. Norn). Guy Cassiers (Inszenierung), Orchestra und Coro del Theatro alla Scala, Daniel Barenboim (Dirigent). Blu-ray Arthaus Musik 108093.[5]
- 2009: Aufführung der Salzburger Osterfestspiele, aufgezeichnet beim Festival d’Aix-en-Provence. Mit Ben Heppner (Siegfried), Katarina Dalayman (Brünnhilde), Mikhail Petrenko (Hagen), Dale Duesing (Alberich), Gerd Grochowski (Gunther), Anne Sofie von Otter (Waltraute), Maria Radner (1. Norn, Flosshilde), Lilli Paasikivi (2. Norn), Miranda Keys (3. Norn), Emma Vetter (Gutrune), Anna Siminska (Woglinde) und Eva Vogel (Wellgunde). Stéphane Braunschweig (Inszenierung und Bühnenbild), Thibault Vancraenenbroeck (Kostüme) und Marion Hewlett (Licht). Rundfunkchor Berlin, Berliner Philharmoniker, Sir Simon Rattle (Dirigent).[6][7]